# Бенгт Окерблом
Бенгт Окерблом (швед. Bengt Åkerblom; 2. мај 1967 − Мора, 15. октобар 1995) био је професионални шведски хокејаш на леду који је током каријере играо за екипе Јургордена и Море у СХЛ лиги и Дивизији 1. Са екипом Јургордена освојио је у сезони 1988/89. титулу националног првака. Играо је на позицијама централног нападача. 
Окерблом је трагично настрадао током пријатељске утакмице коју је његов тадашњи тим Мора играо на свом терену 15. октобра 1995. против Бринеса. У седмом минуту треће трећине Окерблом се након једне од акција саплео и пао на лед, а на њега је налетео његов саиграч Андреас Олсон који га је случајно закачио врхом клизаљке по врату и пререзао му артерију и трахеју. Окерблом је преминуо од последица повреде неколико сати касније у болници.
Екипа Море је касније повукла из употребе његов дрес са бројем 24. 